# Pródromos (village)
Pour les articles homonymes, voir Pródromos (homonymie).
Pródromos (grec moderne : Πρόδρομος) est un village de Chypre, qui ne comptait plus que 123 habitants lors du recensement de 2011. Situé à 1 380 mètres d'altitude, c'est le plus haut village de Chypre.